# Tarczyn
Tarczyn é um município da Polônia, na voivodia da Mazóvia e no condado de Piaseczno. Estende-se por uma área de 5,23 km², com 4 079 habitantes, segundo os censos de 2016, com uma densidade de 779,9 hab/km².